# Indiańskie lato
Indiańskie lato (tytuł oryginału: Tutto ricominciò con un'estate indiana) – włoska powieść graficzna autorstwa Hugona Pratta (scenariusz) i Milo Manary (rysunki), wydana po raz pierwszy w 1981 r. (po polsku w 2006 r. nakładem wydawnictwa Egmont Polska).
Indiańskie lato opowiada historię rozgrywającą się w XVII w. w kolonizowanej Ameryce Północnej. Krewna pastora jednej z osad europejskich zostaje zgwałcona przez dwóch Indian. Odwet na oprawcach ze strony białych wywołuje krwawy konflikt między osadnikami a tubylcami.
Indiańskie lato otrzymało Nagrodę za najlepszy komiks na Międzynarodowym Festiwalu Komiksu w Angoulême w 1987 r.
Innym wspólnym dziełem Pratta i Manary jest El Gaucho z 1983 r. - komiks pokazujący podbój Ameryki Południowej przez Europejczyków.